# هینه‌نو هیروناری
هینه‌نو هیروناری (به ژاپنی: 日根野 弘就 Hineno Hironari); تاریخ ورودی نامعتبر است – ۱۷ ژوئیهٔ ۱۶۰۲) سامورایی اهل ژاپن بود.
در آغاز در خدمت سایتو دوسان بود و سپس به خدمت پسر وی سایتو یوشیتاتسو درآمد. در ۲۲ اکتبر سال (۱۵۵۵)، دو برادر کوچکتر سایتو یوشیتاتسو، سونشیرو و کیهی، در قلعه اینابایاما به دست وی کشته شدند.